# Japanischer Schulbuchstreit

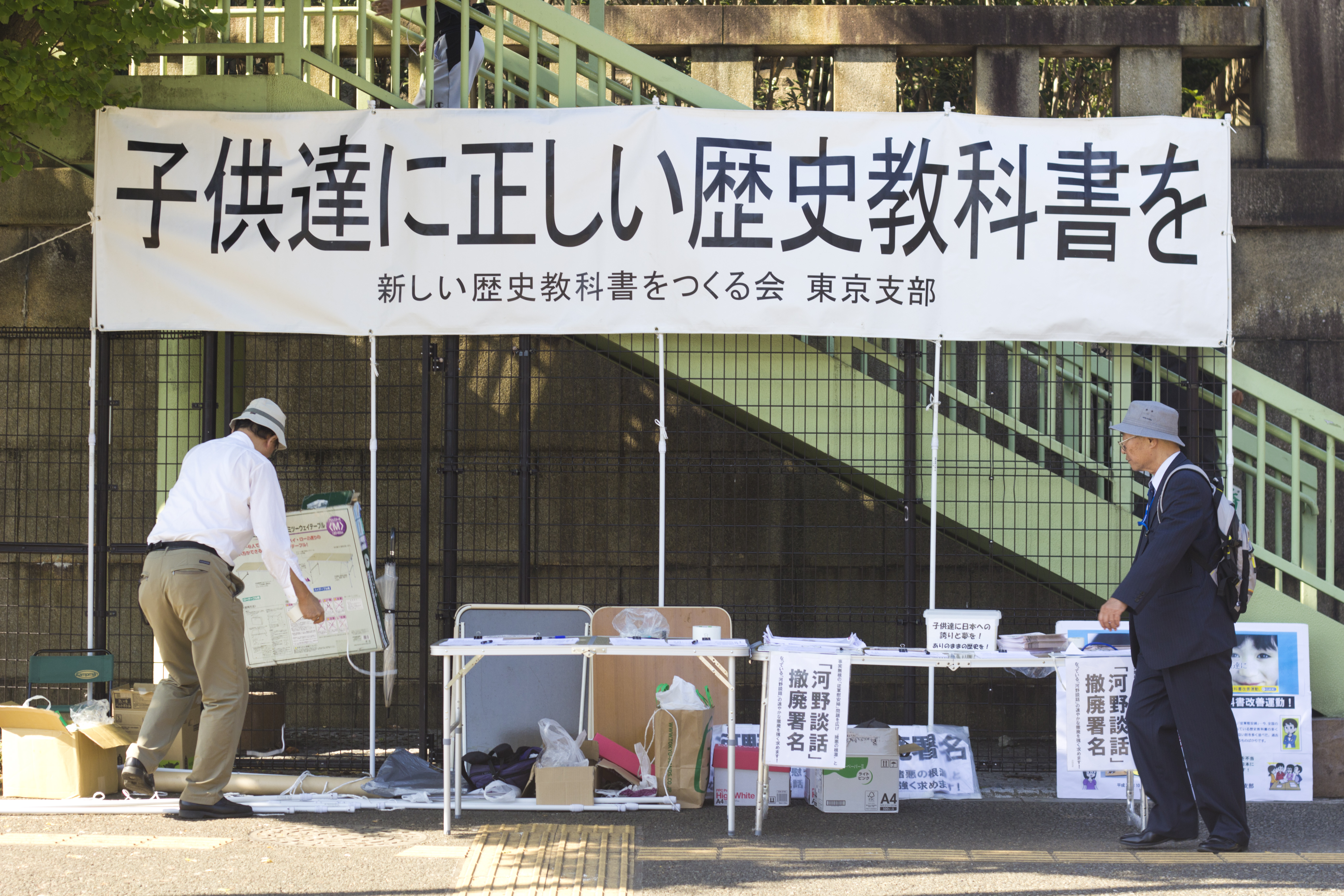
Der Verein zur Erstellung neuer Geschichtslehrbücher

Unter dem Begriff Schulbuchstreit wird eine Reihe von öffentlichen Auseinandersetzungen in und mit Japan über die thematische Behandlung von Kriegsverbrechen und Kolonialgeschichte in staatlich genehmigten Geschichtsbüchern in weiterführenden Schulen zusammengefasst. Neben der Frage, inwieweit die Geschichte Japans im 20. Jahrhundert durch die Darstellung in Schulbüchern verzerrt oder beschönigt wurde, wird auch die Verfassungsmäßigkeit des staatlichen Zulassungssystems für Schulbücher diskutiert.
Trotz Anfechtungen von Nationalisten behandelten japanische Schulbücher spätestens ab den 1990ern Kriegsverbrechen wie das Nanking-Massaker, „Trostfrauen“ (Zwangsprostituierte), die erzwungenen Massenselbstmorde der Bevölkerung Präfektur Okinawas und die Menschenexperimente der Einheit 731. Nach einer komparativen Studie der Stanford University von 2012 sind japanische Schulbücher in einem „ruhigen, neutralen, fast schon langweiligen“ Tonfall gehalten und am wenigsten dazu geeignet, Patriotismus anzuregen, während die in Medien erwähnten nationalistischen Schulbücher fast nicht zur Verwendung kämen. Nach jener Studie sind im Vergleich chinesische Lehrbücher die nationalistischsten mit stark auffälligem ideologischen Einschlag, südkoreanische vernachlässigen den größeren Kontext des Zweiten Weltkriegs und behandeln größtenteils nur die japanische Besatzungszeit (so fänden die Atombombenabwürfe auf Japan beispielsweise keine Erwähnung), während US-Lehrbücher übermäßig patriotisch seien, aber als einzige kritisches Denken anregen würden.

## Das staatliche Genehmigungsverfahren für Schulbücher
Schulbücher an japanischen Grund-, Mittel- und Oberschulen werden von privaten Verlagen erstellt und unterliegen gemäß dem Bildungsgrundlagengesetz (jap. 教育基本法, kyōiku kihonhō) einem Zulassungsverfahren durch das japanische Ministerium für Bildung, Kultur, Sport, Wissenschaft und Technologie – im Folgenden kurz: Bildungsministerium.
Dieses Verfahren läuft in mehreren Schritten ab. Ein erster Verlagsentwurf wird von der Kommission zur Untersuchung und Genehmigung von Lehrbüchern (教科用図書検定調査審議会, kyōkayō tosho kentei chōsa shingikai) auf Konformität mit den Lehrplanrichtlinien (学習指導要領, gakushū shidō yōryō) des Bildungsministeriums überprüft, die von einem Lehrbuch verlangen „objektiv, ausgewogen und frei von Fehlern“ zu sein. Bei angenommenen Verstößen gegen diese Richtlinien gibt das Bildungsministerium dem Verlag gegebenenfalls Gelegenheit zu einer Überarbeitung des Entwurfs. Danach gilt ein Lehrbuch als genehmigt durch das Bildungsministerium. Lokale Schulbehörden wählen dann aus der Liste der so zugelassenen Bücher für die Schulen in ihrem Zuständigkeitsbereich. Das Genehmigungsverfahren wird fortlaufend durchgeführt; alle vier Jahre werden die Ergebnisse zusammengestellt und im Folgejahr veröffentlicht.

### Kritik am Genehmigungsverfahren
Kritiker behaupten, dass das staatliche Genehmigungsverfahren dazu verwendet wird, Schulbücher mit negativen Darstellungen des Japanischen Kaiserreichs zurückzuweisen. In einem Fall in den 1960er Jahren wurde die Beschreibung des Massakers von Nanking und anderer japanischer Kriegsverbrechen während des Pazifikkrieges vom Bildungsministerium abgelehnt. Der Autor klagte gegen das Ministerium und bekam Jahrzehnte später recht. Kontroversen jüngeren Datums drehten sich vor allem um die von der Gesellschaft zur Erstellung neuer Geschichtsbücher (新しい歴史教科書をつくる会, atarashii rekishi kyōkasho o tsukuru kai) veröffentlichten Lehrbücher, welche die Errungenschaften des Kaiserreichs vor dem Pazifikkrieg hervorheben und den Begriff Großostasiatische Wohlstandssphäre mit weniger kritischer Kommentierung verwenden als andere japanische Geschichtsbücher.
Die Befürworter des Verfahrens führen als Gegenargument an, dass Bücher, die bestimmte negative Aussagen über das japanische Kaiserreich und die Erwähnung von Kriegsverbrechen unterließen, trotzdem nicht zugelassen werden könnten, da sie den Kriterien des Ministeriums in anderen Hinsichten nicht genügen. Im erwähnten Fall des Lehrbuchs der Gesellschaft zur Erstellung neuer Geschichtsbücher wurde der Autor vor der letztendlichen Genehmigung mehrfach zu Änderungen gezwungen. Darüber hinaus habe das Ministerium während des Kalten Krieges Lehrbücher von links gerichteten Verlegern abgelehnt, die versuchten, die Sowjetunion, die Volksrepublik China, Nordkorea oder andere kommunistische Staaten in einer positiven Sichtweise darzustellen. Ein weiteres Argument der Befürworter des Verfahrens ist, dass das Bildungsministerium in den 60er und 70er Jahren richtig handelte, indem es Verweise auf bestimmte Kriegsverbrechen wie das Massaker von Nanking unterband, weil Existenz und Ausmaß solcher Verbrechen noch von japanischen Historikern diskutiert wurden. Nachdem diese historische Bewertung in den 90er Jahren in einen Konsens mündete, habe das Ministerium hingegen auf der Erwähnung solcher Verbrechen bestanden. Eine andere Argumentation lautet, dass die wichtigsten ausländischen Kritiker, die Volksrepublik China, Nord- und Südkorea, keine privat verlegten Schulbücher zuließen und stattdessen mit einem einheitlichen Geschichtsbuch für alle Schulen arbeiteten; Man verweist auch darauf, dass die Lehrbücher in diesen Ländern in weit größerem Umfang als in Japan der politischen Zensur und der Selbstverherrlichung unterworfen sind.

### Gegenwärtige Situation
Zurzeit gibt es von fünf Verlagen 30 verschiedene zugelassene Lehrbücher für Sozialwissenschaften (社会, shakai) an Grundschulen. An Mittelschulen werden im Rahmen des sozial- und geschichtswissenschaftlichen Lehrplans (社会-歴史的分野, shakai-rekishi teki bunya) acht Lehrbücher von acht verschiedenen Verlagen verwendet. Den Oberschulen stehen über 50 verschiedene Bücher für den Geschichtsunterricht zur Auswahl.

### Ursprung des Genehmigungsverfahrens
Das gegenwärtige Prüfverfahren japanischer Schulbücher wurde bereits 1947 unter amerikanischer Besatzung vom Oberkommandierenden der Alliierten Mächte (engl. Supreme Commander for the Allied Powers, kurz: SCAP) Douglas MacArthur eingeführt. Er wies die zivile Übergangsregierung an, das bestehende System staatlicher Lehrbücher (国定教科書, kokutei kyōkasho) aufzugeben und dem Privatsektor zu erlauben, Schulbücher zu verfassen. Lehrer sollten dann lokal entscheiden, welche Bücher sie benutzen wollten. Militaristische und ultranationalistische Darstellungen wurden entfernt, und das Konzept der Würde des Einzelnen (個人の尊厳, kojin no songen) sollte gefördert werden. Das neue Bildungsgrundlagengesetz formulierte dann, dass das Bildungsministerium zwar Lehrplanrichtlinien herausgeben sollte; diese sollten aber anders als in der Zeit des Militarismus keine starre, einheitliche Linie vorgeben, sondern vielmehr flexible Anpassungen an die veränderten Anforderungen der Schüler und der Gesellschaft als ganzes erlauben.

## Rechtsprechung des Obersten Gerichtshofes
Artikel 21, Absatz 2 der japanischen Verfassung verbietet wie das deutsche Grundgesetz staatliche Zensur. Der japanische Oberste Gerichtshof hatte 1993 Gelegenheit, sich mit der Frage zu beschäftigen, ob das Genehmigungsverfahren Zensur in diesem Sinne sei.
Die Entscheidung sieht keinen Verstoß gegen das Verbot der Zensur. Als Grund wird angeführt, dass es den Verlagen ja unbenommen bleibe, ein nicht anerkanntes Buch auf dem allgemeinen Markt zu verkaufen.
Soweit mit dem Verfahren eine Beschränkung der Meinungsfreiheit verbunden sei, sei diese durch den Zweck gerechtfertigt, die Neutralität, Sachgemäßheit und das Niveau des Unterrichts zu garantieren.
Dem Verfasser bleibe allerdings die Möglichkeit, einen Ermessensmissbrauch zu rügen. Dieser liegt nach Auffassung der Entscheidung vor, wenn die Behörde im Genehmigungsverfahren in Bezug auf Tatsachen, Literaturlage oder die Prüfungsrichtlinien schwere Fehler begangen hat.

## Chronologie der größten Debatten

### „Erbärmliche Lehrbücher“ (1955)
Im Wahlkampf zur Parlamentswahl vom Februar 1955 schlug die Demokratische Partei Japans strengere Zulassungsregeln für Schulbücher vor: Dem Privatsektor sollte zwar weiterhin der Verlag der Bücher überlassen bleiben, allerdings unter strengerer Kontrolle und Beschränkung auf zwei Lehrbücher pro Fach, was effektiv eine Rückkehr zu staatlichen Einheitslehrbüchern bedeutet hätte.
In einer Sitzung des Sonderausschusses für Verwaltungsaufsicht (行政監察特別委員会, gyōsei kansetsu tokubetsu iinkai) des Unterhauses im Juli 1955 warnte Ishii Kazutomo (石井一朝), Abgeordneter der Demokratischen Partei, vor der bevorstehenden Veröffentlichung von Lehrbüchern, die die Prinzipien der Ausbildung in Japan gefährden würden. Diese hätten ihm zufolge diese Eigenschaften:
- Sie stellen die Lage der japanischen Arbeiterklasse vorsätzlich und übertrieben als außerordentlich schrecklich dar, um sie als Folge eines unzureichenden Sozialsystems und der inneren Widersprüche des Kapitalismus darzustellen.
- Sie glorifizieren die Sowjetunion und Volksrepublik China auf eine Weise, die eine Unterwerfung Japans unter diese Länder nahelegt.

Zwischen August und Oktober desselben Jahres veröffentlichte die Demokratische Partei drei Broschüren unter dem Titel „Erbärmliche Lehrbücher“ (うれうべき教科書, ureubeki kyōkasho). Die erste der drei nennt vier „Beispiele voreingenommener Bildung durch Lehrbücher“:
- Bedingungslose Unterstützung der japanischen Lehrergewerkschaft und deren politischer Aktivitäten: Seiichi Miyahara (宮原誠一) (Hrsg.), Ippan Shakai (一般社会), Verlag Jikkyō Shuppan (実教出版), Oberschule.
- Darstellung der schrecklichen Lage der Arbeiter und somit Radikalisierung der Arbeiterbewegung: Munakata Seiya (宗像誠也) (Hrsg.), Shakai no Shikumi (社会のしくみ), Verlag Kyōiku Shuppan (教育出版), Mittelschule.
- Glorifizierung der Sowjetunion und der Volksrepublik China zu Lasten Japans: Sugo Hiroshi (周郷博) (Hrsg.): Akarui Shakai (あかるい社会), Verlag Chūkyō Shuppan (中教出版), 6. Klasse (Grundschule).
- Vermittlung von marxistisch-leninistischen, d. h. kommunistischen Ideen an Kinder: Osada Arata (長田新) (Hrsg.): Mohan Chūgaku Shakai (模範中学社会), Verlag Jikkyō Shuppan (実教出版), Mittelschule.

Die Demokratische Partei brandmarkte diese Bücher als „Rote Lehrbücher“ (赤い教科書, akai kyōkasho). Die Autoren und Herausgeber versuchten sich mit öffentlichen Äußerungen und Protestnoten zu wehren, ohne jedoch eine Antwort von der Demokratischen Partei zu erhalten. Nach diesen Ereignissen wurde eine größere Zahl von Lehrbüchern als einseitig (偏向, henkō) zurückgewiesen.
In der Folge wurde ein Drittel der vorhandenen Lehrbücher an japanischen Schulen verboten. Das Bildungsministerium verlangte fortan von neuen Lehrbüchern, Kritik an der japanischen Rolle im Pazifikkrieg zu vermeiden und außerdem die Invasion Chinas und den zweiten japanisch-chinesischen Krieg überhaupt nicht zu erwähnen.

### Die Abschnitt-F-Säuberungen (1956)
Im September 1955 wurde die Kommission zur Untersuchung und Genehmigung von Lehrbüchern umbesetzt; im darauffolgenden Jahr wurden sechs Schulbuchentwürfe zurückgewiesen, deutlich mehr als in früheren Jahren. Die jeweiligen Beurteilungen einzelner Kommissionsmitglieder waren durch die Buchstaben A bis E gekennzeichnet. Im Evaluierungsverfahren von 1955 waren die sechs Zurückweisungen mit dem Buchstaben F markiert, den man dem neu hinzugekommenen Kommissionsmitglied Takayama Iwao (高山 岩男), Philosoph an der Japan-Universität (日本大学, Nihon Daigaku), mutmaßlich zuordnete. In den Medien wurde über die Ablehnungen der Schulbücher als Abschnitt-F-Säuberungen (F項パージ, F-kō purge) berichtet.

### Die Ienaga-Prozesse (1965–1967)
1953 ließ das Bildungsministerium ein Geschichtsbuch des Historikers Ienaga Saburo zu, zensierte dabei aber einige Teile, wobei es sachliche Fehler und das Einfließen von persönlicher Meinungen in Bezug auf Kriegsverbrechen als Begründung anführte. Ienaga führte eine Reihe von Prozessen, in denen er eine Verletzung der Meinungsfreiheit reklamierte.
2001 wurde Ienaga unter anderem von Noam Chomsky für den Friedensnobelpreis nominiert.

### Die Nachbarstaaten-Klausel (1982)
Am 26. Juni 1982 wurde das Autorisierungssystem zum ersten Mal zum diplomatischen Streitfall. Damals berichtete die Asahi Shimbun, eine der drei großen Zeitungen Japans, darüber, dass das Bildungsministerium in einem Lehrbuch für die Beschreibung der Besetzung Nordchinas statt des Begriffs Invasion (侵略, shinryaku) den Ausdruck Vorrücken (進行, shinkō) gefordert hatte. Daraufhin protestierte die Regierung der Volksrepublik China. Als Antwort machte Kabinettssekretär Kiichi Miyazawa folgende Erklärung:
1. „Die japanische Regierung und das japanische Volk sind sich zutiefst bewusst, dass durch von unserem Land begangene Handlungen in der Vergangenheit enormes Leid und Schaden für die asiatischen Staaten, einschließlich [Südkorea] und China, verursacht haben, und haben mit Reue und Entschlossenheit den Weg eines pazifistischen Staates beschritten, damit solche Handlungen nie wiederholt werden. Japan hat in dem gemeinsamen japanisch-koreanischen Communiqué von 1965 anerkannt, dass "die Beziehungen der Vergangenheit bedauerlich sind und dass Japan tiefe Reue empfindet", und hat im gemeinsamen japanisch-chinesischen Communiqué anerkannt, dass "sich Japan aufs Äußerste der Verantwortung für den schweren Schaden bewusst ist, den Japan China in der Vergangenheit durch Krieg zugefügt hat, und Japan sich schwere Selbstvorwürfe macht". Diese Aussagen bekräftigen die bereits erwähnte Reue und Entschlossenheit und diese Anerkennung bleibt bis zum heutigen Tag unverändert.
2. Der Geist der gemeinsamen japanisch-koreanischen und japanisch-chinesischen Erklärungen sollte natürlich auch im japanischen Schulsystem und bei der Autorisierung von Lehrbüchern respektiert werden. In jüngerer Zeit haben jedoch die Republik Korea, China und andere einige Beschreibungen in japanischen Lehrbüchern kritisiert. Unter dem Gesichtspunkt des Aufbaus von Freundschaft und guten Beziehungen mit Nachbarstaaten, wird Japan diese Kritik aufmerksam verfolgen Korrekturen in der Verantwortung der Regierung vornehmen.
3. Zu diesem Zweck wird die Regierung in Bezug auf zukünftige Zulassungsverfahren von Lehrbüchern nach Erörterung mit der Kommission zur Untersuchung und Genehmigung von Lehrbüchern die Zulassungsrichtlinien verändern und dabei die oben genannten Gesichtspunkte berücksichtigen. Im Hinblick auf bereits zugelassene Lehrbücher wird die Regierung schnell entsprechende Schritte unternehmen. Als Sofortmaßnahme wird der Bildungsminister seinen Standpunkt äußern und sicherstellen, dass die in Punkt 2. genannten Ideen ausreichend in Bildungseinrichtungen gewürdigt werden.
4. Japan hat die Absicht, weiterhin Anstrengungen zur Förderung gegenseitigen Verständnisses und zur Entwicklung friedlicher und kooperativer Beziehungen zu Nachbarstaaten zu unternehmen und zum Frieden und der Stabilität Asiens und damit der Welt beizutragen.“

Im November 1982 verabschiedete das Bildungsministerium ein neues Autorisierungskriterium, die so genannte Nachbarstaaten-Klausel (近隣諸国条項, kinrin shokoku jōkō): Lehrbücher sollen in ihrer Behandlung von Ereignissen der modernen und Zeitgeschichte, die asiatische Nachbarstaaten betreffen, Verständnis zeigen und nach internationaler Harmonie streben. (近隣のアジア諸国との間の近現代の歴史的事象の扱いに国際理解と国際協調の見地から必要な配慮がされていること)

### Das Neue Geschichtsbuch (2000)
Im Jahr 2000 veröffentlichte die Gesellschaft zur Erstellung neuer Geschichtsbücher das Neue Geschichtsbuch (新しい歴史教科書, atarashii rekishi kyokasho) das eine revisionistische Sicht Japans darstellte. Das Lehrbuch wurde 2001 vom Bildungsministerium genehmigt und löste große Debatten sowohl in Japan wie auch in China und Südkorea aus. Eine große Zahl japanischer Historiker und Lehrer protestierte gegen den Inhalt des Neuen Geschichtsbuchs und seine Behandlung japanischer Handlungen im Krieg. Radio China International berichtete, dass die Regierung der Volksrepublik China „sehr empört und enttäuscht über das von rechten japanischen Gelehrten erstellte neue japanische Geschichtsbuch für das Jahr 2002“ sei. Das Neue Geschichtsbuch wurde auch in den anti-japanischen Demonstrationen von 2005 in China und Südkorea angeprangert, weil es die japanische Aggression während des Zweiten Japanisch-Chinesischen Kriegs mit China und die Kolonisation Koreas beschönigen soll.
Das Neue Geschichtsbuch wurde nach seiner Genehmigung mit Stand vom August 2001 in nur 0,039 % der Oberschulen verwendet und nach einem Bericht der Mainichi Shimbun vom September 2004 nur von acht öffentlichen, einer privaten Mittelschule, sowie fünf öffentlichen Schulen für Behinderte.

### Die Darstellung des Massenselbstmordes von Okinawa (2007)
Nachdem das Bildungsministerium Anweisungen gegeben hatte, die Darstellung von durch das Militär angeordneten Massenselbstmorden während der Schlacht um Okinawa zu beschönigen, forderte das Präfekturparlament von Okinawa die Regierung im Sommer 2007 auf, diese Anweisung zurückzunehmen. Gouverneur Hirokazu Nakaima und weite Teile der Bevölkerung von Okinawa unterstützen die Forderung und brachten dies Ende September in einer Großdemonstration mit über 100.000 Teilnehmern zum Ausdruck. Die Erwähnung der Rolle des Militärs wurde daraufhin auf Bitten der Verlage wieder in die Schulbücher aufgenommen.